# Cenopalpus pegazzanoae
Cenopalpus pegazzanoae är en spindeldjursart som beskrevs av Castagnoli 1987. Cenopalpus pegazzanoae ingår i släktet Cenopalpus och familjen Tenuipalpidae. Inga underarter finns listade i Catalogue of Life.